# Sopracomito
Il sopracomito (dal latino comes, "compagno") fu in alcune marine medievali e rinascimentali il titolo assegnato al comandante di una galera o di una nave mercantile. A lui erano riservati ad estrema poppa della galera due piccoli ambienti: lo studietto e la camera.
Al sopracomito era sottoposto il comito, che svolgeva il ruolo di nostromo o pilota.
Nella marineria veneziana, tale ruolo era riservato esclusivamente ad appartenenti alle classi sociali più elevate, essendo segno di considerazione ed allo stesso tempo trampolino per una brillante carriera nell'alta amministrazione della Repubblica. Per le galere approntate a Venezia, poteva diventare sopracomito solo un rappresentante del patriziato veneto, mentre il ruolo di sopracomito per le galere equipaggiate dalle città sottoposte alla Dominante veniva generalmente deciso in base ad un'elezione.